# Goerodes bilobatus
Goerodes bilobatus är en nattsländeart som beskrevs av Gibbs 1973. Goerodes bilobatus ingår i släktet Goerodes och familjen kantrörsnattsländor. Inga underarter finns listade i Catalogue of Life.